# ホースシュー氷河 (カナダ・アルバータ州)
ホースシュー氷河（英語、Horseshoe Glacier）とは、北アメリカ大陸の北西部に存在する、氷河の1つである。なお、付近にはもう1つ同名の氷河が別に存在している。

## 概要
カナダのアルバータ州内に存在するホースシュー氷河は、おおよそ北緯51度20分、西経116度16分付近に位置し、この氷河も含めて周辺地域は同国からバンフ国立公園に指定されている

。
ちなみに、氷河名の「ホースシュー」とは、蹄鉄（U字型の馬蹄）を意味する英語である。
ホースシュー氷河は、約4.3km2程度を覆っていると考えられている氷河である

。
このように曖昧な表現となっているのは、場所によっては表面に石の層ができている上に、2002年現在においても、この氷河に関する詳細な調査がなされていないからである。この氷河は、ハンガビー山やレフロイ山（Mount Lefroy）やリングローズ山（Ringrose Peak）に降った雪が、パラダイス谷（Paradise Valley）の上部へと崩れ落ちてきて集積されることで形成されている

。
そして、標高2800m付近から流れ出して、距離にして約1300m先の標高2100m付近まで伸びているのだが、下流部には、この氷河が削り取ってきた非常に多くのモレーンに覆われてしまっている

。
現在、カナディアンロッキーに存在する氷河の多くは後退中（縮小中）であり、この氷河も後退しているとされている。1978年にガードナー（Gardner）が述べたところによれば、この氷河はen:Little Ice Ageの間に最も長くなった時期と比べると、945mは後退しているのではないかとのことである。それでも、この氷河の上を大量のモレーンが覆っているおかげで、この氷河の後退速度は、ゆっくりとしたものになっていると考えられている

。
なお、すでに氷河が後退して無くなってしまっていると見られる場所には、大量のモレーンが堆積している

。